# Khách hàng chứng thực
Khách hàng chứng thực (thuật ngữ tiếng Anh: Testimonial) là một kĩ thuật trong marketing, sử dụng các tuyên bố, lời nói của một người sử dụng ca ngợi những điểm tốt của sản phẩm.
Khách hàng chứng thực là một hình thức đang nở rộ trong thời đại internet. Các trang web như Yelp!, Google+, TripAdvisor cung cấp các công cụ để người sử dụng bình chọn, đánh giá chất lượng các sản phẩm, dịch vụ.
Nghiên cứu của Martin, Wentzel và Tomczak (2008) chỉ ra rằng hiệu quả của kĩ thuật "khách hàng chứng thực" phụ thuộc trên mức độ của các áp lực có tính quy chuẩn và chất lượng, các tính năng của sản phẩm ảnh hưởng lên người tiêu dùng.